# كأس تونس 1966–67
كأس تونس لكرة القدم 1966-1967 هو الموسم رقم 12 منذ الاستقلال وال37 منذ إنشائه من كأس تونس لكرة القدم.

فاز بهذا الموسم النادي الإفريقي، وجاء ثانيا النجم الرياضي الساحلي.

## روابط خارجية
- الموقع الرسمي للجامعة التونسية لكرة القدم.